# Alena Popchanka
Alena Popchanka (belarussisch Алена Попчанка, russisch Алёна Попчанка/ Aljona Poptschanka, wiss. Transliteration Alëna Popčanka; * 28. Juli 1979 in Homel) ist eine bis 2005 belarussische und danach französische Schwimmerin.
Bis zum Jahr 2002 trainierte sie in Minsk. Danach wanderte sie nach Frankreich aus und blieb zunächst ein Jahr in der französischen Stadt Melun, bis sie ab 2003 in Clichy blieb und gemeinsam mit Frédéric Vergnoux trainierte.
Seit November 2005 schwimmt sie für ihre neue Heimat Frankreich.
2003, bei den Schwimmweltmeisterschaften in Barcelona wurde sie überraschend Weltmeisterin über die 200 Meter Freistil.
Bei ihrem Titelgewinn über 200 Meter Freistil bei den Kurzbahneuropameisterschaften 2006 in Helsinki stellte sie über diese Lage in 1:54,25 min einen neuen Europarekord auf.
Popchanka nahm sowohl an den Olympischen Sommerspielen 1996 in Atlanta, 2000 in Sydney, 2004 in Athen und 2008 in Peking teil.
2008 stellte sie im Vorlauf mit der französischen 4-mal-200-Meter-Freistilstaffel in 7:50,37 min einen neuen Europarekord auf.